# Dornier Do 22
Дорнье До 22 (нем. Dornier Do 22) — немецкий поплавковый гидросамолёт, разведчик, бомбардировщик и торпедоносец. Самолёт был спроектирован в КБ фирмы Dornier под руководством Клода Дорнье. Опытный самолёт совершил первый полёт в 1935 году. Самолёт строился для экспорта в Грецию, Югославию и Латвию. С июля 1938 года по 1940 год на заводе «Дорнье верке» во Фридрихсхафене. Отдельные узлы изготавливались в Альтернхейме. Всего выпущено 30 экземпляров. Самолёты предназначенные для Латвии в итоге были поставлены в Финляндию.
Самолёт представлял собой одномоторный цельнометаллический моноплан-парасоль. Шасси сменное: колёса (в обтекателях), лыжи или два поплавка.

## Модификации
Do C3
Прототипы Do 22, 2 экземпляра, (WNr 259)
Do 22Kg
(WNr 741 — 752)  Экспортная модификация для Греции (N21 — N32).
Do 22Kj
Экспортная модификация для Югославии (WNr 259: 301, WNr 753 — 759: 302 — 308, WNr 786: 309, WNr 797 — 800 310 — 313).
Do 22Kl
(WNr 22.0025 — 22.0028) Экспортная модификация для Латвии. Заказчику не поставлялась, передана в Финляндию, в немецких источниках может обозначаться Do 22Kf. Перегонялись с немецкими гражданскими номерами D-OXWF, D-OXWG, D-OXWD и D-OXWH, далее в ВВС числились как DR-195 — DR-198.
Do 22L
Сухопутная модификация с колёсным шасси. 1 прототип (D-OXWD).

## Тактико-технические характеристики
Источник данных: German Aircraft of the Second World War 

Технические характеристики
- Экипаж: 3 (пилот, стрелок и радист)
- Длина: 13,12 м
- Размах крыла: 16,2 м
- Высота: 4,85 м
- Площадь крыла: 45 м²
- Масса пустого: 2 600 кг
- Максимальная взлётная масса: 4 000 кг
- Силовая установка: 1 × жидкостного охлаждения, V-12 Hispano-Suiza 12Ybrs
- Мощность двигателей: 1 × 860 л. с. (1 × 641 кВт)

Лётные характеристики
- Максимальная скорость: 350 км/ч (на 3000 м)
- Крейсерская скорость: 310 км/ч
- Практическая дальность: 2 300 км
- Практический потолок: 9 000 м
- Скороподъёмность: * Время набора высоты:
  - 5000 м за 13 мин

Вооружение
- Стрелково-пушечное: 2 x 7,92-мм пулемёта MG 15 в верхней и нижней точках, 2 x 7,92-мм пулемёт MG 17 в носу
- Бомбы: 1 × 800-кг торпеда или 4 × 50-кг бомб

## Эксплуатанты
Югославия Королевство Югославия
- авиация Королевских ВМС – 12 самолётов (1938-41, №№ 301-313), 2-я эскадрилья; 8 перелетели в Египет, где (вместе с Рогожарски СИМ-XIV-Х) числились в составе британской 230-й эскадрильи RAF (Абукир), при этом 1 самолёт был разобран.

 Королевство Греция
- Королевские ВВС Греции: в 1938 году поставлено 12 машин (12-я морская эскадрилья, N21 — N32), во время германского вторжения в 1941 году все уничтожены, кроме одного, перелетевшего в Египет.

 Латвия
- (заказанные Латвией самолёты переданы Финляндии)

 Финляндия
- ВВС Финляндии: 4 Do 22KI (1941-45) код DR-195 — DR-198, T/LeLv-6.[2]